# Communiqué
Communiqué är den brittiska rockgruppen Dire Straits andra studioalbum. Det gavs ut i juni 1979, ganska exakt ett år efter debutalbumet Dire Straits. Albumet var musikaliskt ganska likt föregångaren, men sålde sämre. Låten "Lady Writer" släpptes som singel och blev en mindre hit.

## Låtlista
Alla låtar är skrivna och komponerade av Mark Knopfler. 
| 1. | Once Upon a Time in the West     | 5:25 |
| 2. | News                             | 4:14 |
| 3. | Where Do You Think You're Going? | 3:49 |
| 4. | Communiqué                       | 5:49 |

| 5. | Lady Writer          | 3:45 |
| 6. | Angel of Mercy       | 4:36 |
| 7. | Portobello Belle     | 4:29 |
| 8. | Single-Handed Sailor | 4:42 |
| 9. | Follow Me Home       | 5:59 |

## Medverkande
Dire Straits
- John Illsley - bas, sång
- David Knopfler - gitarr, sång
- Mark Knopfler - gitarr, sång
- Pick Withers - trummor

Övriga medverkande
- B. Bear - keyboards

## Produktion
- Producenter: Barry Beckett, Jerry Wexler
- Engineer: Jack Nuber
- Mixning: Gregg Hamm
- Mastering: Bobby Hata
- Mastering supervisor: Paul Wexler
- Projektsamordnare: Jo Motta

- Serieconcept: Gregg Geller
- Design: Horthouse
- Art direction: Alan Schmidt
- Illustrationer: Geoff Halpin
- Porträttfoton: Barry Schulz

Inspelad mellan 28 november - 12 december 1978 vid Compass Point Sudio, Nassau, Bahamas.
Mixad i januari 1979 vid Muscle Shoals Sound, Shieffeld, Alabama.
Ljudeffekter tillhandahållna av Clack Inc. Soud Studios, New York.
Remastering av Bob Ludwig vid Gateway Mastering 1996.

## Listplaceringar
| Lista (1979)   | Position                |
| -------------- | ----------------------- |
| Finland        | 7                       |
| Frankrike      | 3                       |
| Island         | 3 (Vísir Vinsældalisti) |
| Kanada         | 14 (RPM)                |
| Nederländerna  | 3                       |
| Norge          | 2 (VG-lista)            |
| Nya Zeeland    | 1                       |
| Storbritannien | 5 (UK Albums Chart)     |
| Sverige        | 1 (Topplistan)          |
| USA            | 11 (Billboard 200)      |
| Västtyskland   | 1                       |
| Österrike      | 1                       |